# Sant Pau lo Jove
Sant Pau lo Jove (en francès Saint-Paul-le-Jeune) és un municipi francès situat al departament de l'Ardecha i a la regió d'Alvèrnia-Roine-Alps. L'any 2007 tenia 842 habitants.

## Demografia

### Població
El 2007 la població de fet de Saint-Paul-le-Jeune era de 842 persones. Hi havia 404 famílies de les quals 151 eren unipersonals (36 homes vivint sols i 115 dones vivint soles), 142 parelles sense fills, 75 parelles amb fills i 36 famílies monoparentals amb fills.
La població ha evolucionat segons el següent gràfic:
Habitants censats

### Habitatges
El 2007 hi havia 617 habitatges, 415 eren l'habitatge principal de la família, 118 eren segones residències i 84 estaven desocupats. 527 eren cases i 86 eren apartaments. Dels 415 habitatges principals, 293 estaven ocupats pels seus propietaris, 105 estaven llogats i ocupats pels llogaters i 18 estaven cedits a títol gratuït; 9 tenien una cambra, 29 en tenien dues, 76 en tenien tres, 126 en tenien quatre i 175 en tenien cinc o més. 278 habitatges disposaven pel capbaix d'una plaça de pàrquing. A 203 habitatges hi havia un automòbil i a 140 n'hi havia dos o més.

### Piràmide de població
La piràmide de població per edats i sexe el 2009 era:
| Homes | Edats   | Dones |
| ----- | ------- | ----- |
| 0     | 95 o +  | 4     |
| 4     | 90 a 94 | 0     |
| 8     | 85 a 89 | 24    |
| 8     | 80 a 84 | 20    |
| 24    | 75 a 79 | 48    |
| 28    | 70 a 74 | 36    |
| 40    | 65 a 69 | 36    |
| 28    | 60 a 64 | 20    |
| 20    | 55 a 59 | 12    |
| 12    | 50 a 54 | 40    |
| 16    | 45 a 49 | 16    |
| 32    | 40 a 44 | 20    |
| 28    | 35 a 39 | 20    |
| 16    | 30 a 34 | 20    |
| 8     | 25 a 29 | 28    |
| 16    | 20 a 24 | 12    |
| 20    | 15 a 19 | 12    |
| 24    | 10 a 14 | 12    |
| 8     | 5 a 9   | 20    |
| 12    | 0 a 4   | 20    |

## Economia
El 2007 la població en edat de treballar era de 444 persones, 307 eren actives i 137 eren inactives. De les 307 persones actives 261 estaven ocupades (141 homes i 120 dones) i 47 estaven aturades (19 homes i 28 dones). De les 137 persones inactives 62 estaven jubilades, 25 estaven estudiant i 50 estaven classificades com a «altres inactius».

### Ingressos
El 2009 a Saint-Paul-le-Jeune hi havia 433 unitats fiscals que integraven 870,5 persones, la mediana anual d'ingressos fiscals per persona era de 14.813 €.

### Activitats econòmiques
Dels 71 establiments que hi havia el 2007, 2 eren d'empreses extractives, 2 d'empreses alimentàries, 2 d'empreses de fabricació d'altres productes industrials, 13 d'empreses de construcció, 20 d'empreses de comerç i reparació d'automòbils, 4 d'empreses de transport, 6 d'empreses d'hostatgeria i restauració, 2 d'empreses financeres, 1 d'una empresa immobiliària, 4 d'empreses de serveis, 9 d'entitats de l'administració pública i 6 d'empreses classificades com a «altres activitats de serveis».
Dels 26 establiments de servei als particulars que hi havia el 2009, 1 era una gendarmeria, 1 oficina de correu, 1 una oficina bancària, 1 funerària, 1 taller de reparació d'automòbils i de material agrícola, 6 paletes, 1 guixaire pintor, 2 fusteries, 1 lampisteria, 1 electricista, 3 perruqueries, 1 veterinari, 5 restaurants i 1 agència immobiliària.
Dels 12 establiments comercials que hi havia el 2009, 2 eren botiges de menys de 120 m², 2 fleques, 3 carnisseries, 1 una llibreria, 1 una botiga de roba, 2 botigues de material esportiu i 1 una floristeria.
L'any 2000 a Saint-Paul-le-Jeune hi havia 12 explotacions agrícoles.

## Equipaments sanitaris i escolars
El 2009 hi havia 1 farmàcia i 1 ambulància.
El 2009 hi havia una escola elemental integrada dins d'un grup escolar amb les comunes properes formant una escola dispersa.

## Poblacions més properes
El següent diagrama mostra les poblacions més properes.